# .бг
.бгは、キリル文字を用いたブルガリアの国際化国別コードトップレベルドメイン(IDN ccTLD)である。.бгは、ブルガリアの国別コードトップレベルドメインである.bgをキリル文字に転写したものであり、ブルガリア語による国名表記България（ラテン文字翻字 : Bălgarija）の略でもある。ASCIIの範囲内の文字で表すためにPunycodeを用いてxn--90aeと符号化され、この名前でDNSに登録されている。
ICANNは、ブラジルのccTLDである.brと視覚的に似ているという理由で2回拒否していたが、2014年にICANNパネルは、.бгがISO 3166-1の国名コードと混同されることはないという判断を下した。パネルでは、いくつかのフォントにおいてのキリル文字бгとラテン文字br, bt, bs, BT, BFを比較した。

## 歴史
- 2007年10月24日 - ブルガリアのドメイン名レジストラの協会であるUNINETは、бгドメインの申請を提出する意向を発表した。
- 2008年6月23日 - ブルガリアインターネット協会での数ヶ月の議論の後、ブルガリア政府は、ブルガリア国家情報通信庁長官Plamen Vatchkovから、ICANNの代表兼CEOであるPaul Twomeyに対し、бгドメインを運用する意向を正式に発表した。ブルガリアは政府高官を巻き込んだ[2]。
- 2010年5月18日 - ICANNは、ブラジルのccTLDであるbrとの視覚的類似性を理由に、бгドメインの提案を拒否した[4]。
- 2010年6月 - 交通情報技術通信大臣Alexander Tsvetkovはラジオインタビューで、ブルガリアが同じドメインに対する2回目の請求を提出することを確認した。ドメインの不承認は、予想されているよりもブルガリアの代替IDNへの関心と使用が低いことを意味する[5]。
- 2011年1月10日 - 運輸情報技術通信大臣は全ての利害関係者の間で円卓会議を開催した。ここで、全ての関係者が.бгの申請を続けることに同意した。世論調査では、.бгに次いで.бгрに支持があった[6]。
- 2011年3月 - ICANNは2度目の提案を拒否した[7]。ブルガリア当局は、他のキリル文字のドメインについても議論を始めた[8]。
- 2014年 - ICANNの拡張プロセス類似性レビューパネル(EPSRP)が.бгドメインを承認した[9]。
- 2016年3月5日 - .бгドメインがルートゾーンに追加された[10]。
- 2016年6月25日 -  ICANN理事会は.бгドメインをImena.BG Plcに委任した[11] 。
- 2016年7月12日 - 最初のキリル文字ドメイン http：//имена.бг がオンラインでアクセス可能となった。